# 劳布灵
劳布灵是德国巴伐利亚州的一个市镇。总面积44.27平方公里，总人口11190人，其中男性5474人，女性5716人（2011年12月31日），人口密度253人/平方公里。